# GR-58
El GR-58, Sendero As Greas o Sendero de las manadas de caballos (Sendeiro das Greas en idioma gallego) es un sendero de Gran Recorrido que transcurre por la provincia de Pontevedra (España).
Con más de 200 kilómetros de recorrido circular por los ayuntamientos del Área Intermunicipal de Vigo, se trata del sendero de mayor longitud de Galicia, por encima de cualquier tramo gallego del Camino de Santiago.